# Alojzij Strupi
Alojzij Strupi, slovenski duhovnik in klasični filolog, * 9. junij 1901, Strahinj, † 17. avgust 1945, Ljubljana.

## Življenje
Po končani srednji šoli se je odločil za duhovniški poklic in vstopil v ljubljansko bogoslovje, 21. oktobra 1923 je prejel mašniško posvečenje. Poučeval je nemščino in latinščino na škofijski klasični gimnaziji v Šentvidu nad Ljublano, leta 1932 je postal suplent, leta 1936 pa profesor. Aprila 1941 je zaradi zasedbe z drugimi zapustil Škofove zavode in se nastanil v Baragovem semenišču v Ljubljani. Maja 1945 se je umaknil iz Ljubljane, vendar ni prišel čez Karavanke, ker so ga partizani zajeli že pred tem in ga zaprli v Škofove zavode, ki so tačas že postali koncentracijsko taborišče. Ob avgustovski amnestiji je bil povsem izčrpan in je 17. avgusta zaradi virusne bolezni umrl. Pokopan je bil v rojstni župniji v Naklem. 